# Shahmār Beyglū
Shahmār Beyglū (persiska: شهمار بيگلو) är en ort i Iran.   Den ligger i provinsen Ardabil, i den nordvästra delen av landet, 500 km nordväst om huvudstaden Teheran. Shahmār Beyglū ligger 920 meter över havet och antalet invånare är 236.
Terrängen runt Shahmār Beyglū är kuperad. Runt Shahmār Beyglū är det ganska tätbefolkat, med 58 invånare per kvadratkilometer. Närmaste större samhälle är Germī, 13,9 km öster om Shahmār Beyglū. Trakten runt Shahmār Beyglū består till största delen av jordbruksmark.